# Рапото фон Абенберг
Рапото фон Абенберг (на немски: Rapoto von Abenberg; * 1122; † 1172) от род Абенберги е граф на Абенберг, фогт на манастир Бамберг.
През 1132 г. Рапото фон Абенберг, заедно с трите му по-големи сестри, брат му Конрад и епископ Ото фон Бамберг, подарява манастир Хайлсброн.
Рапото фон Абенберг се жени през 1143 г. за Матилда фон Ветин († 1152), дъщеря на Деди IV от Ветин († 16 декември 1124) и Берта фон Гройч († 16 май 1144), дъщеря на Випрехт фон Гройч. Тя му донася след смъртта на брат ѝ Хайнрих фон Гройч († 31 декември 1135) значими имоти.
След 1147 г. Рапото продава нейните наследени имоти на херцог Фридрих III от Швабия, по-късният император Фридрих I Барбароса.

## Деца
Рапото фон Абенберг и Матилда фон Ветин имат една дъщеря:
- Хилдегард фон Абенберг († сл. 1160), омъжена за Конрад II фон Раабс († ок. 1191), бургграф на Нюрнберг